# Аллан Кларк
Аллан Кларк (англ. Allan Clarke, * 31 липня 1946, Вілленголл) — англійський футболіст, нападник. По завершенні ігрової кар'єри — тренер.

## Клубна кар'єра
У дорослому футболі дебютував 1963 року виступами за команду клубу «Волсолл», в якій провів два сезони, взявши участь у 72 матчах чемпіонату.
Своєю грою за цю команду привернув увагу представників тренерського штабу клубу «Фулхем», до складу якого приєднався 1965 року. Відіграв за лондонський клуб наступні три сезони своєї ігрової кар'єри. Більшість часу, проведеного у складі «Фулхема», був основним гравцем атакувальної ланки команди. У складі «Фулхема» був одним з головних бомбардирів команди, маючи середню результативність на рівні 0,52 голу за гру першості.
Протягом 1968—1969 років захищав кольори команди клубу «Лестер Сіті».
У 1969 році уклав контракт з клубом «Лідс Юнайтед», у складі якого провів наступні дев'ять років своєї кар'єри гравця. Граючи у складі «Лідс Юнайтед» також здебільшого виходив на поле в основному складі команди. В новому клубі був серед найкращих голеодорів, відзначаючись забитим голом в середньому щонайменше у кожній третій грі чемпіонату.
Завершив професійну ігрову кар'єру у клубі «Барнслі», за команду якого виступав протягом 1978—1980 років.

## Виступи за збірну
У 1970 році дебютував в офіційних матчах у складі національної збірної Англії. Протягом кар'єри у національній команді, яка тривала 6 років, провів у формі головної команди країни 19 матчів, забивши 10 голів. У складі збірної був учасником чемпіонату світу 1970 року у Мексиці.

## Кар'єра тренера
Розпочав тренерську кар'єру, ще продовжуючи грати на полі, 1978 року, очоливши тренерський штаб клубу «Барнслі».
В подальшому також очолював команди клубів «Лідс Юнайтед» та «Сканторп Юнайтед».
Останнім місцем тренерської роботи був клуб «Лінкольн Сіті», команду якого Аллан Кларк очолював як головний тренер 1990 року.

## Титули і досягнення
- Чемпіон Англії (1):

«Лідс Юнайтед»: 1973–74
- Володар Кубка Англії (1):

«Лідс Юнайтед»: 1971–72
- Володар Суперкубка Англії (1):

«Лідс Юнайтед»: 1969
- Володар Кубка ярмарків (1):

«Лідс Юнайтед»: 1970–71